# ریواروکسابان
ریواروکسابان (Rivaroxaban) که با نام تجاری زارلتو (Xarelto) شناخته می‌شود، نوعی ترکیب ضد انعقادخون است که از تشکیل لخته‌های خونی جلوگیری می‌نماید.
ریواروکسابان به منظور پیشگیری و همچنین درمان ترومبوز وریدی عمقی (DVT) استفاده می‌شود. ترومبوز وریدی عمقی ممکن است به آمبولی ریوی منجر شود که می‌تواند تهدیدکننده حیات باشد. این دارو همچنین در افراد مبتلا به فیبریلاسیون دهلیزی استفاده می‌شود. فیبریلاسیون دهلیزی نوعی اختلال ریتم قلب است و می‌تواند به سکته مغزی منجر شود. این دارو خطر سکته‌های مغزی را در این افراد کاهش می‌دهد.زالربان در مریض هایی که بعد از تعویض دریچه دچار عوارض ناشی از مصرف وارفارین می شوند خط اول درمان میباشد و بهترین جایگزین است.
همچنین طبق آخرین گزارش ها مشخص شده است که این دارو به طور ایمن خطر VTE(ترومبوآمبولی وریدی) را پس از بستری شدن در بیمارستان به دلیل کووید-19 کاهش می دهد.

## گروه دارویی
مهارکننده فاکتور Xa، ضد انعقاد

## موارد کاربرد و دوز مصرف دارو
به منظور پیشگیری از ترومبوآمبولی وریدی (VTE) در بیمارانی که تحت عمل جراحی تعویض زانو یا لگن قرار گرفته‌اند:
دوز توصیه شده ۱۰ میلی گرم ریواروکسابان به صورت خوراکی یک بار در روز است.
برای بیماران تحت عمل جراحی لگن، طول مدت درمان ۵ هفته توصیه می‌شود. برای بیماران تحت عمل جراحی بزرگ زانو، مدت زمان درمان ۲ هفته توصیه می‌شود.
از این دارو همچنین برای پیشگیری از سکته‌های مغزی در افراد مبتلا به فیبریلاسیون دهلیزی (AF)استفاده می‌شود. در بیماران مبتلا به AF دوز دارو 20 میلی گرم یک بار در روز می‌باشد . همچنین ریواروکسابان در درمان ترومبوآمبولی وریدهای عمقی اندام‌ها (DVT)و آمبولی ریه استفاده می‌شود و مورد تأیید FDA قرار گرفته‌است. در این مورد ریواروکسابان با دوز 15 میلی گرم دو بار در روز به مدت 3 هفته اول شروع درمان و پس از آن 20 میلی گرم یک بار در روز تجویز می‌شود.

## عوارض جانبی
خونریزی، تهوع، تب، خیز محیطی
-موارد منع مصرف:
به صورت پروفیلاکتیک(دریچه مصنوعی قلبی ها) _
افراد مبتلا به سندروم آنتی فسفولیپید (APS)

## مصرف در بارداری
از نظر مصرف در دوره بارداری، این دارو جزء گروه C می‌باشد.

## مصرف در دوره شیردهی
مطالعه‌ای به منظور بررسی ترشح ریواروکسابان در شیر مادر انجام نشده‌است و بنابراین کاربرد آن در دوران شیردهی ممنوع است.

## شکل دارویی
قرص‌های 5 و 10 و 15 و 20 میلی گرمی